# Kata’ib Hezbollah
Kata’ib Hezbollah (arab. ‏كتائب حزب الله‎, Bataliony Partii Boga) – radykalna, szyicka grupa paramilitarna wchodząca w skład Irackich Sił Mobilizacji Ludowej (PMF).
Podczas okupacji Iraku walczyła z wojskami koalicyjnymi, po ich wycofaniu wzięła udział w irackiej wojnie domowej z lat 2013–2017 oraz wojnie domowej w Syrii. Do czasu śmierci w wyniku ataku amerykańskiego drona, grupą dowodził jej twórca - Abu Mahdi al-Muhandis.

## Cele i powiązania
Celem działań tej organizacji jest ustanowienie w Iraku rządu sprzymierzonego z Iranem, wydalenie wszelkich sił amerykańskich z kraju oraz wzmacnianie interesów Iranu w Iraku. Grupa ta jest odpowiedzialna za śmierć setek żołnierzy amerykańskich i odgrywa centralną rolę w przeprowadzaniu ataków na amerykańskie cele w Iraku, działając jako część irańskiej Osi Oporu.
Kata’ib Hezbollah ma zapewnione wszechstronne szkolenie, fundusze, wsparcie logistyczne, broń i dane wywiadowcze od sił Quds irańskiego Korpusu Strażników Rewolucji Islamskiej.

## Uznanie za organizację terrorystyczną
Kata’ib Hezbollah został oficjalnie uznany za organizację terrorystyczną przez rządy Japonii, Zjednoczonych Emiratów Arabskich i Stanów Zjednoczonych. Równolegle do tego faktu, KH jest oficjalną częścią aparatu bezpieczeństwa Iraku.